# Galestro
Le galestro  désigne un schiste argileux, facilement friable, très commun dans l'Apennin tosco-émilien, le mot est italien. 

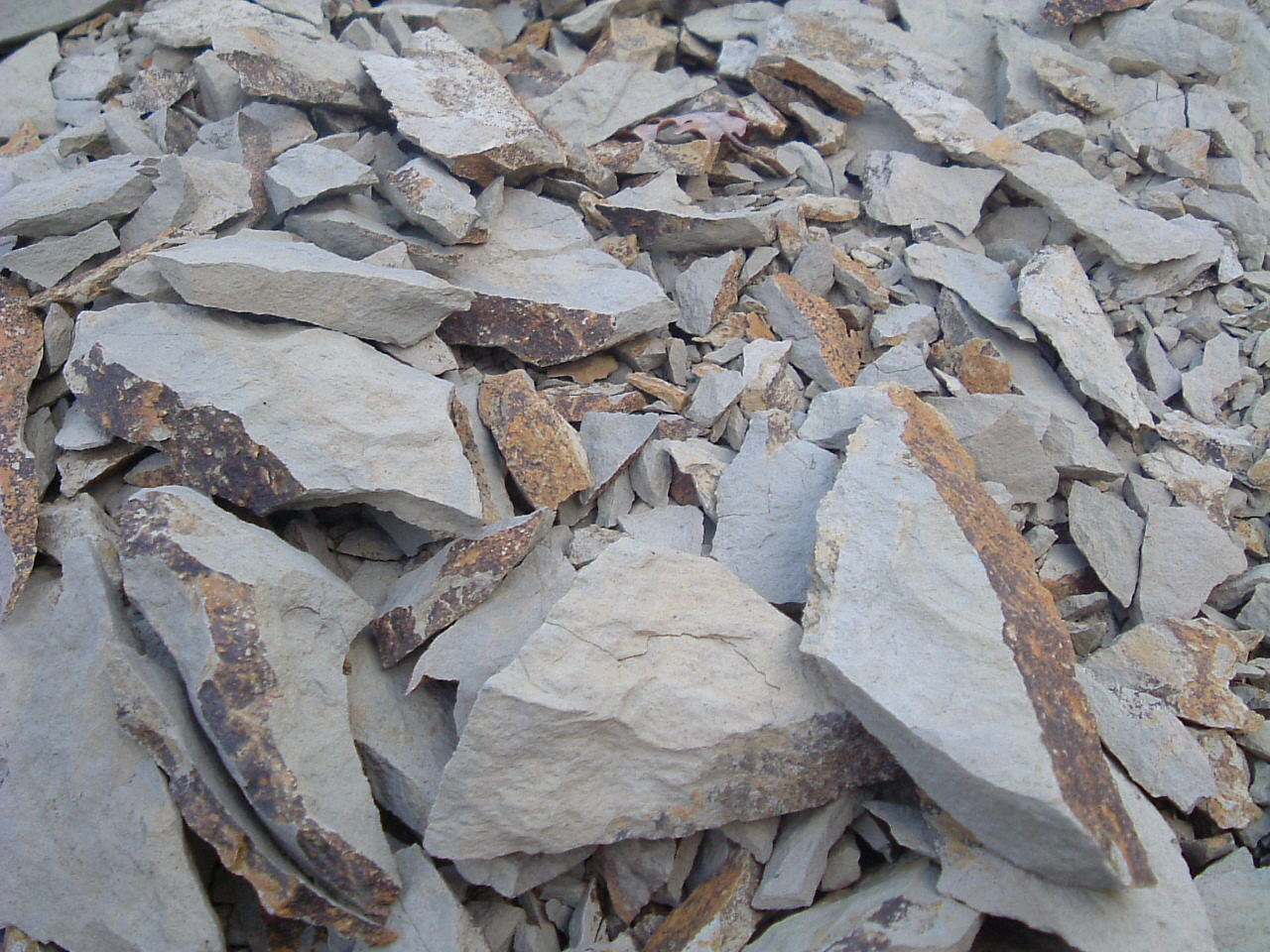
Le galestro

- Il fournit par altération une argile utilisée par les potiers à Impruneta depuis des siècles pour la fabrication des poteries locales, en particulier, des orci (pluriel d'orcio), dites de galestro.
- Galestro est aussi l'appellation d'un vin blanc, légèrement mousseux, produit avec du raisin cultivé sur les terrains « galestrueux » de Toscane.